# Università di Amsterdam

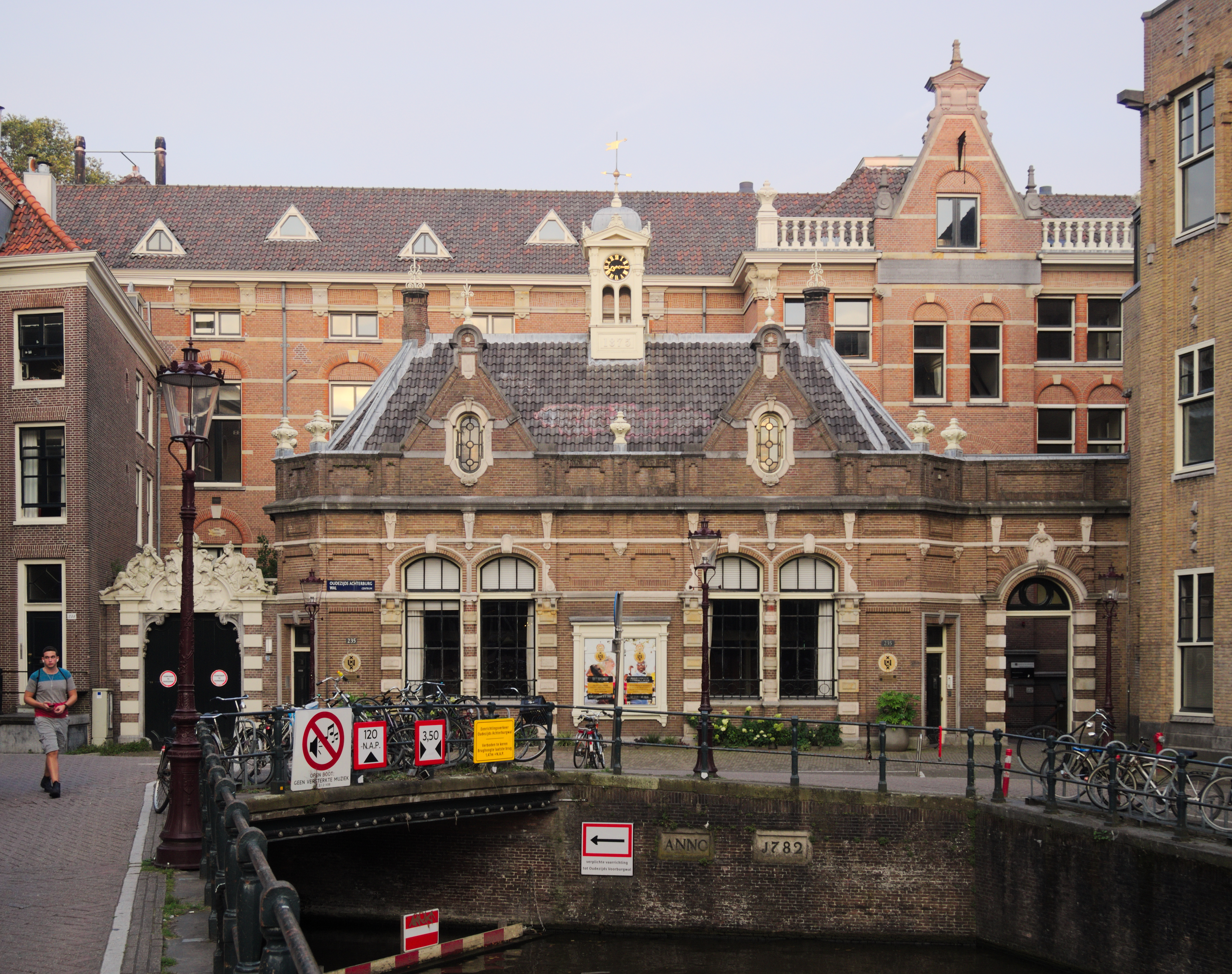
Università di Amsterdam

L'Università di Amsterdam (in olandese Universiteit van Amsterdam), è una delle due università della città di Amsterdam. Conta sette facoltà e fornisce un insegnamento fortemente votato all'internazionalità offrendo molti programmi in inglese.